# Rhogeessa gracilis
Rhogeessa gracilis — вид родини лиликових.

## Середовище проживання
Поширення: Мексика. Зустрічається на висотах від 600 до 2000 м над рівнем моря. Виявлений в посушливих тропічних районах, над гірськими потоками в сосново-дубових лісах. 

## Загрози та охорона
Загрози для цього виду невідомі. Мешкає в біосферному заповіднику Tehuacan-Cuicatlan.